# Торопов, Артемий Демидович
Артемий Демидович Торопов (1915—2005) — участник Великой Отечественной войны, в годы войны — штурман эскадрильи 20-го гвардейского бомбардировочного авиационного полка 13-й гвардейской бомбардировочной авиационной дивизии 2-го гвардейского бомбардировочного авиационного корпуса 18-й воздушной армии, Герой Советского Союза.

## Биография
Родился 18 октября 1915 года в деревне Старый Кеп ныне Балезинского района Удмуртии в семье кузнеца. По национальности русский.
В 1936 году окончил педагогический техникум в Глазове, в 1939 году — Краснодарское военно-авиационное училище штурманов. С апреля 1940 по август 1941 года служил начальником парашютно-десантной службы в 83-м дальнебомбардировочном авиаполку Закавказского военного округа и к началу войны имел за плечами 82 прыжка с парашютом.
На фронтах Великой Отечественной войны с августа 1941 года. Служил в авиации дальнего действия, которая не была прикреплена к какому-либо фронту. Направлялся на бомбардировку в глубокий тыл противника: под Ленинградом, Москвой, Сталинградом; воевал у Харькова, Севастополя, Одессы. В общем итоге совершил 231 боевой вылет.
Член ВКП(б) с 1945 года.
После войны продолжал службу в ВВС СССР. Летал на реактивных самолётах. В 1955 году окончил Центральные лётно-тактические курсы усовершенствования офицерского состава. С 1958 года майор А. Д. Торопов — в запасе. Работал диспетчером в аэропорту города Полтава (ныне Украина), затем жил в Глазове.
Активно участвовал в общественной деятельности, был членом городского Совета ветеранов войны, труда, Вооружённых Сил и правоохранительных органов города Глазова. С 1980 — почётный гражданин города Глазова.
Скончался в 2005 году, похоронен в Глазове.

## Награды
- Медаль «Золотая Звезда» (Указ от 15 мая 1946, № 8083);
- два ордена Ленина;
- четыре ордена Красного Знамени;
- орден Отечественной войны 1-й степени;
- орден Красной Звезды;
- медаль «За боевые заслуги»;
- медаль «За взятие Берлина».

## Память
Бюст Артемия Торопова установлен в мемориальном комплексе «Аллея славы» в Глазове; на здании Глазовского педагогического института установлена мемориальная доска.